# Johan Kloeck
Johan Kloeck (Wilrijk, 4 december 1975) is een voormalige Belgische speerwerper.
Kloeck werd meervoudig Belgisch kampioen speerwerpen. Hij is, samen met Luc van Maldegem, trainer van achtvoudig Belgisch kampioen speerwerpen Timothy Herman.

## Belgische kampioenschappen
| Onderdeel   | Jaar             |
| ----------- | ---------------- |
| speerwerpen | 1995, 1997, 1999 |

## Persoonlijk record
| Onderdeel   | Prestatie       | Datum       | Plaats    |
| ----------- | --------------- | ----------- | --------- |
| speerwerpen | 83,65 m (ex-NR) | 23 mei 1999 | Ljubljana |

## Palmares

### speerwerpen
- 1994 9e EK voor junioren in Lissabon - 66,10 m
- 1995:  BK AC - 68,12 m
- 1997:  BK AC - 74,04 m
- 1999:  BK AC - 73,77 m
- 1999 12e WK in Sevilla - 74,87 m

## Onderscheidingen
- 1998: Gouden Spike voor beloften